# غونتر مولر
غونتر مولر هو عازف جاز سويسري، ولد في 20 أكتوبر 1954 في ميونخ في ألمانيا.

## وصلات خارجية
- غونتر مولر على موقع ميوزك برينز (الإنجليزية)
- غونتر مولر على موقع أول ميوزيك (الإنجليزية)
- غونتر مولر على موقع ديسكوغز (الإنجليزية)